# Храмове ім'я
Храмове ім'я (кит.: 庙号, піньїнь miàohào) — в стародавньому Китаї ім'я правителя, яке він отримував після своєї смерті. Під цим іменем його, зазвичай, і пам'ятають в історії. За своєю суттю це було ім'я-титул, воно обов'язково мало у своєму складі компоненти «ді» (для прикладу, «Хуан-ді»), «цзу» або «цзун». Подібна традиція існувала також у Кореї.
На відміну від посмертного імені (ши хао), храмове ім'я часто мало стандартний характер. Так, засновник династії зазвичай мав титул Тайцзу 太祖, а другий імператор династії - Гаоцзу 高祖. 